# Decinea percosius
Decinea percosius là một loài bướm ngày thuộc họ Bướm nhảy. Nó được tìm thấy ở Belize phía bắc đến México. It is an occasional colonist up to the lower Rio Grande Valley in Texas.
Sải cánh dài 22–35 mm. Con trưởng thành bay từ tháng 3 đến tháng 11 in miền nam Texas and Mexico.
Ấu trùng ăn nhiều loại cỏ. Adults feed on flower nectar.